# Château de Toffen
Le château de Toffen, appelé en allemand Schloss Toffen, est un château situé sur le territoire de la commune bernoise de Toffen, en Suisse.

## Histoire
Le château, dont la date construction est inconnue, est mentionné pour la première fois par écrit le 19 mai 1306 lorsque Johann von Bremgarten légua ses domaines, parmi lesquels se trouvaient les châteaux de Troffen et de Bremgarten, à ses oncles Heinrich et Ulrich von Bremgarten. En 1323, Peter von Gysenstein, un bourgeois de Berne acquiert le château et les droits de ban et juridiction (« Zwing und Bann » en allemand) sur le village homonyme ; c'est ensuite Johann Senn von Münsingen, son beau-fils, qui hérite du château, puis le revend quelques années plus tard en deux parties à Ulrich von Toffen, un noble local ; la famille von Troffen va alors conserver le bâtiment et le domaine attenant pendant près de 100 ans.
Après avoir passé entre plusieurs mais, le domaine est acheté par Bartholomäus May ; selon la légende, c'est lui qui, après la Bataille de Novare en 1513, aurait offert les premiers ours de la fosse aux ours de Berne. Propriétaire de nombreux châteaux, Bartholomäus May transforma et agrandit le bâtiment pour en faire un manoir de style gotique tardif. Sa famille gardera le château jusqu'en 1610, année à laquelle il sera vendu à Loys (ou Elogius) Knobloch ; celui-ci fera complètement rénover l'intérieur du bâtiment, en particulier par le peintre bernois Joseph Werner. La fille de Knobloch, Anna, épousa Abraham von Werdt en 1616 qui devint le seigneur du domaine en 1642. La famille von Werdt possède encore le château au début du XXIe siècle. Entre 1671 et 73 Johann Georg von Wendt fait reconstruire le château sous la forme d'un manoir baroque ; il sera à nouveau agrandi et rénové en 1750. Le château, encore en mains privées de nos jours, est inscrit comme bien culturel d'importance nationale.

## Sources
- (en) Cet article est partiellement ou en totalité issu de l’article de Wikipédia en anglais intitulé « Toffen Castle » (voir la liste des auteurs).